# KDL-Trans
KDL-Trans is een Belgische veldritploeg. Het team werd opgericht in 2008 rond de Belgische veldrijder Jan Verstraeten. De teamnaam is afkomstig van de hoofdsponsor KDL Trans, een Belgische transportfirma. 
Sinds een aantal jaren is KDL-trans de jeugdreeks van het wielerteam Landbouwkrediet.

## Ploeg

### Beloften
- Laurens Sweeck
- Hendrik Sweeck

### Junioren
- Dieter Sweeck